# Hemithea krajniki
Hemithea krajniki là một loài bướm đêm trong họ Geometridae.